# Dieter Collin
Dieter Collin (ur. 17 lutego 1893, zm. 13 sierpnia 1918) – niemiecki as myśliwski z czasów I wojny światowej z 13 potwierdzonymi zwycięstwami powietrznymi. Dowódca Jagdstaffel 56.
Dieter Collin od listopada 1916 roku służył w Jagdstaffel 22. Bezpośrednio po przybyciu do jednostki został oddelegowany do Jagdstaffel 2, gdzie odniósł swoje pierwsze dwa zwycięstwa powietrzne w okolicach Morval. Pierwsze 23 listopada, a drugie 26 grudnia nad samolotami D.H. 2. W połowie lutego 1917 roku powrócił do macierzystej jednostki. Do września 1917 roku odniósł kolejne 3 potwierdzone zwycięstwa oraz jedno prawdopodobne. 6 września został ranny. Do czynnej służby powrócił w marcu 1918 roku. 16 kwietnia został przeniesiony na stanowisko dowódcy Jagdstaffel 56. Ostatnie swoje zwycięstwo powietrzne odniósł 25 lipca 1918 roku nad samolotem Sopwith Camel pilotowanym przez asa brytyjskiego por. Josepha Henry'ego Siddalla z No. 209 Squadron RAF. Siddall zginął.
13 sierpnia w czasie walki powietrznej z pilotami No. 204 Squadron RAF Collin został ciężko ranny. Zmarł tego samego dnia. Został pochowany na cmentarzu w Rumbeke Cemetery.

## Odznaczenia
- Krzyż Żelazny I Klasy
- Krzyż Żelazny II Klasy